# Caledònia
|  | Per a altres significats, vegeu «Caledonia». |

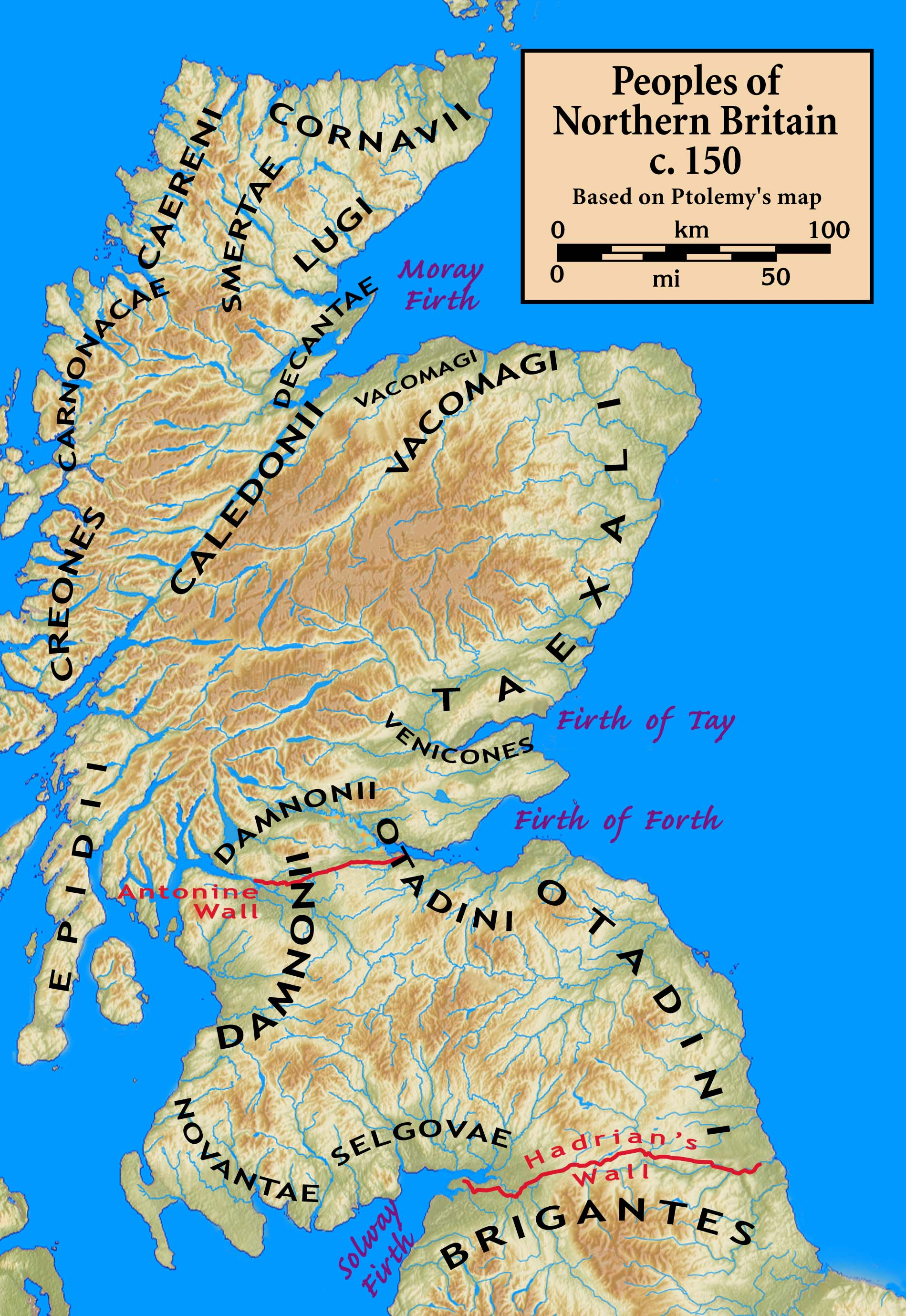
Tribus de la Britànnia septentrional, segons el testimoni de Ptolemeu

Caledònia (llatí Călēdŏnĭa) fou la part nord de la Gran Bretanya (Albió) i la part al nord de la província romana de Britànnia.
El seu nom podria venir del celta celydd ('lloc de refugi') que en plural és Celeddon.
El seu territori era més o menys coincident amb el que fou el Regne d'Escòcia.
El nom és esmentat, en primer lloc, per Plini el Vell. L'esmenta també Tàcit i Claudi Ptolemeu. Caledònia estava poblada pels caledons o caledonis, nom aplicat a almenys un dels diversos grups de pictes. Aquests darrers, Amià Marcel·lí els considera dividits en dos subgrups: dicàlidons i vecturions, i els primers foren probablement els caledons. El seu límit sud no està ben fixat: Tàcit els fa viure fins a les muntanyes Grampianes i potser fins al Forth i Clyde.
«Caledònia» pot ser considerat un terme politicoadministratiu: els territoris d'Albió al nord del govern romà.
Els romans descriuen els habitants de Caledònia. Dió Cassi parla dels caledonis i els Meatae. Els caledonis no tenien ciutats, ni muralles, i vivien de la pastura i la cacera (no menjaven peix), vivien en tendes i les dones eren possessió comuna; les seves armes eren un escut i una llança curta.